# Pivovar Postoloprty
Pivovar Postoloprty je zrušený panský pivovar v Postoloprtech v okrese Louny. Areál pivovaru se nachází na východním okraji města mezi Alšovou a Wolkerovou ulicí. Díky architektonické podobě a dochované výrobní technologii je chráněn jako kulturní památka.

## Historie
Postoloprtský pivovar nechal postavit Ferdinand Vilém Eusebius ze Schwarzenbergu podle projektu architekta Giacoma A. de Maggi z let 1692–1693. V letech 1860–1870 byl pivovar zmodernizován podle plánů lovosické stavební kanceláře Dr. J. Hanamanna. Modernizace umožnila pětinásobné zvýšení produkce při současném snížení provozních nákladů a zlepšení kvality piva. Výroba byla ukončena po druhé světové válce a technologické zařízení zničeno. Po roce 1989 začaly zanikat i budovy, ale roku 1999 získal areál bývalého pivovaru nový majitel a zahájil jeho postupnou rekonstrukci.

## Stavební podoba

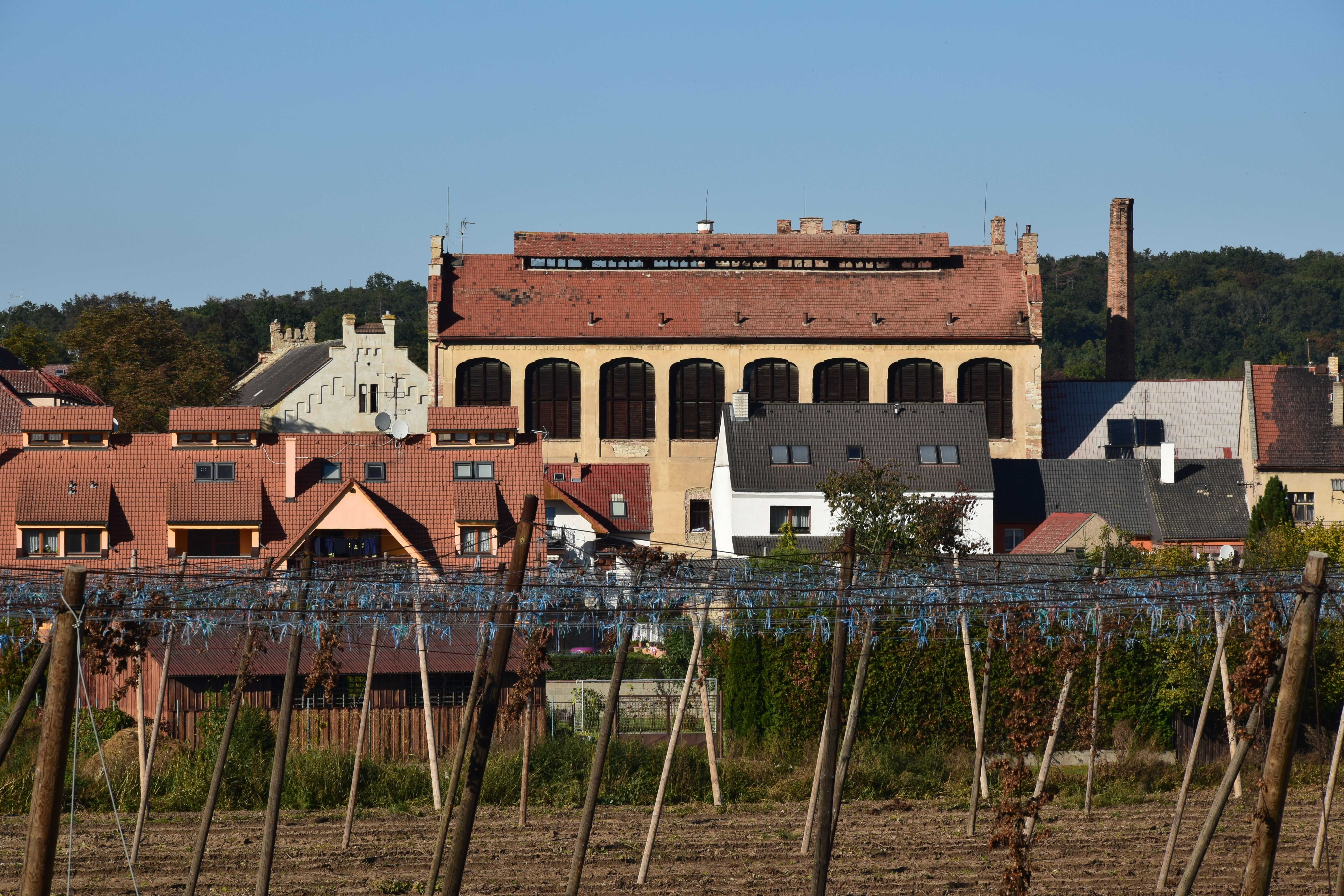
Budova chladírny

Původní pivovar z konce sedmnáctého století tvořila prostá dvoupodlažní budova, ve které byly kromě výrobních prostor i byty zaměstnanců. Modernizace ze druhé poloviny dvacátého století respektuje původní Maggiho projekt a hmotu sousedního zámku. Nejprve byly postaveny nové ležácké sklepy, poté byla zrekonstruována stará budova a postaveny objekty hvozdu, strojovny, kotelny, varny s parním pohonem, chladírny a spilky. Nakonec došlo v letech 1871–1874 k rozšíření ležáckých sklepů u zámku, které jsou od vlastního pivovaru odděleny Wolkerovou ulicí. Dominantou pivovaru je chladírna s arkádou oken krytých dřevěnými žaluziemi.